# Consell Rabínic d'Amèrica
El Consell Rabínic d'Amèrica (en anglès: Rabbinical Council of America) (RCA) és una de les organitzacions de rabinos ortodoxos més grans del món, està afiliada a la Unió de Congregacions Jueves Ortodoxes d'Amèrica, més coneguda com la Unió Ortodoxa (OU). És la principal associació rabínica professional dins del judaisme ortodox modern als Estats Units.

## Història de la RCA
Les arrels de l'organització es remunten a l'any 1923 quan va ser fundada amb el nom de "Consell Rabínic de la Unió de Congregacions Jueves Ortodoxes d'Amèrica". El seu propòsit era perpetuar i promoure el judaisme ortodox als Estats Units d'Amèrica.
Els seus membres van intentar en diverses ocasions fusionar-se amb altres grups jueus, amb el propòsit de desenvolupar un rabinat tradicional unificat per a la comunitat jueva americana. Es van fer diversos intents d'unir-se a grups com Agudath Israel d'Amèrica, però tots aquests intents van fracassar.
En 1935 es va produir una fusió entre el "Consell Rabínic de la Unió de Congregacions Jueves Ortodoxes" i un altre grup rabínic ortodox, l'Associació Rabínica del Seminari Teològic Rabí Isaac Elchanan" (RIETS), que forma part de la Yeshiva University. Amb aquesta fusió el grup va prendre el nom de Rabbinical Council of America (Consell Rabínic d'Amèrica), conegut entre la comunitat jueva com RCA.
En 1942 el Col·legi Teològic Hebreu (Hebrew Theological College en anglès) es va fusionar amb la RCA. En anys posteriors, la RCA va intentar fusionar-se amb un altre grup rabínic ortodox, l'Aliança Rabínica d'Amèrica, però aquest intent també va fracassar. La majoria dels membres del Consell Rabínic d'Amèrica estan treballant activament com rabins davant del públic, una minoria significativa està treballant en l'educació jueva.
El rabí Joseph B. Soloveitchik va exercir un paper important en la RCA fins a la seva mort en 1993. Durant molts anys, la RCA va ser dirigida pel rabí Steven Dworkin, qui va servir com a vicepresident executiu fins a la seva mort el gener de 2003. La RCA estava llavors encapçalada pel rabí Basil Herring, qui prèviament havia servit com a director del "Fòrum Ortodox".
Al setembre de 2012, la RCA va anunciar que el rabí Herring ocupava el lloc d'editor en cap de les publicacions de la RCA i que el rabí Mark Dratch assumiria el paper de nou director executiu.
En els últims anys, han sorgit queixes dins de la comunitat jueva ortodoxa sobre la falta de lideratge i direcció per part de la RCA, i sobre el fet que la RCA no ha pogut fer front als desafiaments plantejats pels recents canvis dins de la comunitat jueva ortodoxa.
La RCA publica una revista trimestral en anglès titulada "Tradition: A Journal of Orthodox Jewish Thought", que va començar a publicar-se en 1958, i una revista en hebreu, HaDarom, que va començar a publicar-se en 1957.
Durant molts anys, la RCA va estar afiliada amb dues institucions de l'Estat d'Israel: la Ieixivà HaDarom i el llogaret juvenil de Gan Yavneh. L'any 2009 la RCA va trencar les seves relacions amb ambdues organitzacions, al·legant dificultats econòmiques. El 2009 la RCA va emetre una protesta contra una declaració sobre el diàleg interreligiós que criticava la teologia del doble pacte, publicada per la Conferència de Bisbes Catòlics dels Estats Units. L'any 2010 hi havia prop de 1.000 rabins ordenats per la RCA, distribuïts en 14 països.